# Olelkowicz Słucki

Wappen Pogoń Litewska

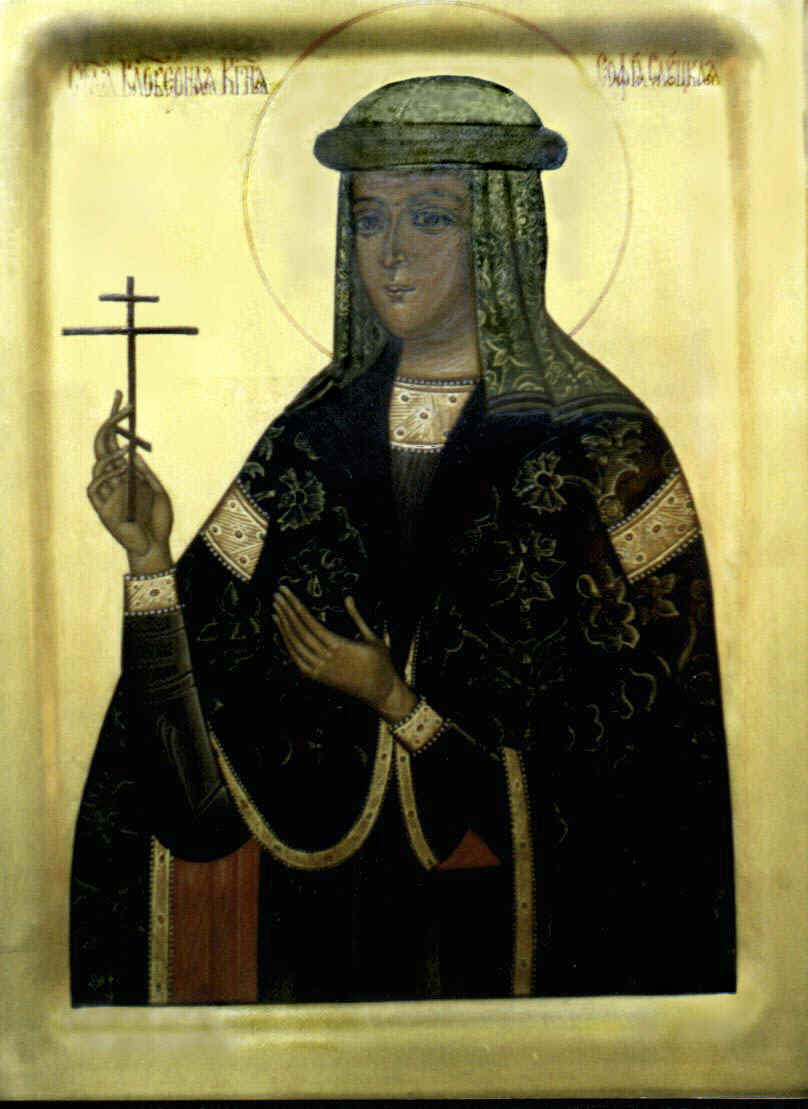
St. Zofia Olelkowicz Słucka – Ikone aus der Heilig-Geist-Kathedrale in Minsk

Olelkowicz Słucki (polnisch: kniaź Olelkowicz-Słucki herbu Pogoń Litewska, Plural: Olelkowicze-Słuccy; litauisch: Olelkaičiai) ist der Name eines erloschenen litauisch-ruthenischen Fürstengeschlechts aus dem Stamme des Großfürsten Gediminas, somit ein Zweig der Gediminiden.

## Geschichte
Das Geschlecht gehörte zu den reichsten und begütertsten Familien Litauens. Die Stammreihe beginnt mit dem Urenkel Großfürsten von Litauen Gediminas, Alexander genannt Olelko († 1454), Fürst von  Kopyl und Sluzk sowie seit 1441 auch Fürst von Kiew. Er vermählte sich 1417 mit Anastasia († 1470), einer rurikidischen Prinzessin. Sein Bruder Iwan (urkundlich 1422–1446) war Stifter der ebenfalls erloschenen Geschlechtes der Fürsten Bielski.
Ein historisch bekannter Vertreter der Familie war Fürst Michael Olelkowicz Słucki († 1481). Seine Schwester, Prinzessin Eudokia Olelkowicz Słucka war mit Stefan dem Großen von Moldawien vermählt.
Mit Fürst Simon IV. Olelkowicz Słucki († 1592) ist das Geschlecht im Mannesstamm erloschen. Seine Nichte, Prinzessin Sophia Olelkowicz Słucka (1585–1612), wurde im Jahre 1600 mit Fürst Janusz VI. Radziwiłł vermählt. Sie hinterließ keine Nachkommen und wird von der orthodoxen Kirche als Heilige Zofia verehrt und war gleichzeitig die letzte ihres Geschlechts.
Erst im 17. Jahrhundert wurde die Grabkapelle in der Johanneskathedrale in Lublin für die Fürsten Olelkowicz Słucki aus Marmor angelegt.

## Wappen

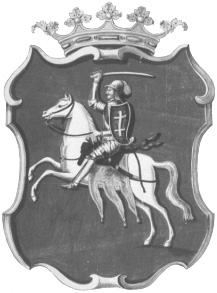
Wappen der Woiwodschaft Minsk (um 1720)
Wappen der Woiwodschaften Brześć Litewski, Minsk, Mścisław, Vilnius